# Tà Năng
Tà Năng là một xã thuộc huyện Đức Trọng, tỉnh Lâm Đồng, Việt Nam.

## Địa lý
Xã Tà Năng có diện tích 88,31 km², dân số năm 2022 là 6.975 người, mật độ dân số đạt 78 người/km².

## Lịch sử
Ngày 6 tháng 6 năm 1986, Hội đồng Bộ trưởng ban hành Quyết định số 67-HĐBT về việc thành lập xã Ta Năng thuộc huyện Đơn Dương trên cơ sở 23.500 hécta đất với 1.734 nhân khẩu của xã Đà Loan.
Ngày 24 tháng 10 năm 1987, Hội đồng Bộ trưởng ban hành Quyết định số 157-HĐBT về việc sáp nhập xã Tà Năng thuộc huyện Đơn Dương vào huyện Đức Trọng quản lý.
Ngày 6 tháng 3 năm 2009, Chính phủ ban hành Nghị định số 10/NĐ-CP về việc thành lập xã Đa Quyn trên cơ sở điều chỉnh 17.152,98 ha diện tích tự nhiên và 3.212 nhân khẩu của xã Tà Năng.
Sau khi điều chỉnh địa giới hành chính, xã Tà Năng còn lại 8.753 ha diện tích tự nhiên và 4.722 nhân khẩu.
Ngày 21 tháng 1 năm 2020, HĐND tỉnh Lâm Đồng ban hành Nghị quyết số 166/NQ-HĐND về việc:
- Thành lập thôn Tân Hiệp trên cơ sở thôn Chiếu Krơm và thôn Tou Néh.
- Thành lập thôn Đoàn Kết trên cơ sở thôn Khăm Prong và thôn Bản Cà.